# Jean Bossu (historien)
Pour les articles homonymes, voir Jean Bossu et Bossu (homonymie).
Jean Bossu, né le 16 mars 1911 à Reims et mort le 23 septembre 1985 à Épinal, est un journaliste de tendance libertaire et historien français, connu pour avoir créé le principal fichier des francs-maçons français appelé couramment « fichier Bossu ».

## Biographie

### Famille, jeunesse et formation
Jean Bossu est le fils de Louis Bossu (1857–1929), procureur de la République, et de Marie Way (1878-1954), compositrice de musique pour piano et violon.

## Auteur et franc-maçon libertaire
Jean Bossu, en tant que journaliste libertaire, collabore au journal anarchiste individualiste L’Idée libre, avant et après la Seconde Guerre mondiale. Il est l'auteur d'une brochure sur Michel Bakounine,  Dix années de sa vie, publiée aux éditions de l'Idée Libre, vers 1930. Il collabore à l’Encyclopédie anarchiste initiée par Sébastien Faure, 1925-1934, notamment sur les articles Sabbat et Sorcellerie.
Au cours de la Seconde Guerre mondiale, il crée une revue pour l'armée de l'air dans laquelle il est mobilisé, Rase-motte. En 1946, à Paris, il collabore à L’Homme et la vie sous titré « organe du mouvement de synthèse culturelle » dont le directeur de publication est l'individualiste libertaire antimilitariste Manuel Devaldès. Il réanime la Société d'histoire de la Révolution de 1848.
Jean Bossu est initié en franc-maçonnerie en 1961 au sein de la loge maçonnique « Europe unie » appartenant à la Grande Loge nationale française. Il fait partie des fondateurs de la loge Jean Baylot no 190. 

### Le fichier Bossu
Il constitue tout au long de sa vie le plus grand fichier de francs-maçons de France, comportant environ 130 000 fiches. Le « fichier Bossu » qu'il lègue à sa mort à la bibliothèque nationale est numérisé au cours du XXe siècle et permet aux historiens contemporains de valider l'appartenance de nombreuses personnalités des XVIIIe et XIXe siècles.

## Publications
Jean Bossu est l'auteur de nombreux ouvrages et publications sur la franc-maçonnerie en général, de biographies de personnalités révolutionnaires ou de réflexion sur la société.
Il participe aux travaux du Dictionnaire biographique du mouvement ouvrier français.
Il publie une Chronique des rues d'Épinal en trois volumes.

## Vie privée et postérité
Il est inhumé à Jainvilotte, dans La chapelle Notre-Dame de la Compassion, à côté de ses parents.
Célibataire, sans enfants, il lègue cette chapelle et sa maison seigneuriale à la commune de Jainvilotte.
Jean Bossu lègue ses archives personnelles aux archives départementales des Vosges, sous la cote 42 J, et le fichier Bossu à la Bibliothèque nationale de France.

## Distinction
- Chevalier de l'ordre national du Mérite en 1983.